# Храпливий Андрій
Храпливий Андрій (англ. Andrew Chraplyvy) — доктор наук, фізик українського походження, син Зенона Храпливого.
Заслужений працівник компанії «Alcatel-Lucent Bell Labs». Член Національної інженерної академії США, Оптичного товариства Америки, Товариства електроінженерів і Наукового Товариства імені Шевченка. Сфера наукових зацікавлень — оптична волоконна техніка.
Разом з іншим своїм колегою доктором фізики Робертом В. Ткачом із зазначеної компанії удостоєний у 2009 році нагороди імені Марконі Болонської Фундації ім. Марконі за досягнення у волоконній техніці.
Кілька разів, уже в післярадянський період, приїздив в Україну.